# Thibodaux
Thibodaux [ˈtɪbədoʊ] är administrativ huvudort i Lafourche Parish i Louisiana och säte för Nicholls State University. Orten har fått sitt namn efter markägaren Henry S. Thibodaux. Vid 2010 års folkräkning hade Thibodaux 14 566 invånare.